# YPR-765
De YPR-765 is een licht pantservoertuig. Het was het standaard infanteriegevechtsvoertuig voor de Nederlandse pantserinfanterie en bedoeld om in de voorste linies gebruikt te worden om infanteristen snel en beschermd te verplaatsen. Ook het Belgische leger schafte meer dan duizend van deze voertuigen aan. De bemanning bestaat uit drie personen, een voertuig commandant, een bestuurder en een schutter. Het voertuig is opgewassen tegen vrijwel alle terreinomstandigheden en is amfibisch inzetbaar. YPR-765 PRI en YPR-765 PRCO-B zijn in staat tezamen met Leopard 2 tanks op te trekken. De voertuigen die tot in de jaren 2010 gebruikt werden waren van het type YPR-765 A1.

## Geschiedenis
De YPR is in 1965 in de Verenigde Staten door FMC Corporation ontwikkeld onder de naam XM765, als een van prototypen voor een toekomstig gepantserd infanteriegevechtsvoertuig.
De XM765 was gebaseerd op de M113A1, verbeterd met onder andere een gesloten eenpersoons geschuttoren en schietpoortjes, waardoor de infanteristen ook vanuit het voertuig konden vuren. De romp is van gelast aluminium, met pantserstalen platen aan de voor- en zijkanten bevestigd met bouten. De ruimtes tussen de pantserplaten zijn opgevuld met polyurethaan schuim, wat het voertuig extra drijfvermogen geeft. Wanneer het voertuig vaart, wordt het aangedreven door de rupsbanden, die voorzien zijn van kleine schoepen. De dieselmotor van het tweetaktprincipe bevindt zich rechts voor in de romp. Onder de grote boeggolfkeerplaat voor op het voertuig zit een luik, dat toegang verschaft tot het gecommandeerd stuur- en remdifferentieel en de aandrijfassen. De motor is identiek aan die van de M113A1, uitgezonderd de grotere radiateur en de turbocharger. Links van de motor bevindt zich de bestuurder, die beschikt over een dakluik dat naar rechts opendraait. De bestuurder beschikt over vier M27 periscopen, waarvan de voorste vervangen kan worden door een passief-infrarood nachtzicht periscoop. Later kreeg de chauffeur de beschikking over een HV-nachtzicht bril. De voertuigcommandant zit direct achter de chauffeur en heeft een eigen koepeltje dat helemaal rond kan draaien. Het koepeltje heeft vijf periscopen; vier van het type M17 en één die tot zes maal vergroot.
Achter in het voertuig is ruimte voor zeven infanteristen. Zes zitten rug aan rug: drie links en drie rechts. De zevende zit op een klapstoeltje tussen de voertuigcommandant en de toren. Zij beschikken over twee M17 periscopen aan iedere zijde, en één M27 periscoop aan de achterzijde. Net als de M113 heeft de YPR-765 een groot vrachtluik boven in het dak en een neerlaatbare klep met daarin een klein deurtje aan de achterzijde. Alle YPR-765's ( behalve de YPR-GWT gewondentransport ) zijn uitgerust met een rookbuslanceerinstallatie met zes lanceerders.
De US Army nam dit specifieke prototype niet in de bewapening op, waarna fabrikant FMC het voertuig als eigen project doorontwikkelde en aan enkele andere landen (waaronder Nederland, Zuid-Korea en Turkije) verkocht.
In 1973 plaatste de Koninklijke Landmacht een eerste order voor 880 Armoured Infantry Fighting Vehicles (AIFV's) bij FMC om een aantal verouderde voertuigen te vervangen: allereerst de Franse AMX PRI, daarna de Nederlandse YP-408 en de Amerikaanse M113. Deze drie voertuigen waren in de jaren zestig ingestroomd. Het pantserrupsvoertuig is vervolgens vanaf 1977 in Nederland ingevoerd en omgedoopt tot YPR-765 (waarbij de Y staat voor Nederland, P voor Pantser en R voor Rups). De laatste YPR's werden in 1989 afgeleverd. Vanaf 2000 werden de voertuigen gemoderniseerd tot versie YPR-765 A1. De A1 varianten zijn eenvoudig te herkennen aan het driekleuren camouflage patroon.
Het leger van België heeft de YPR-765 ook besteld. Op 28 april 1980 werd een contract getekend voor 1189 voertuigen waarvan 514 stuks in de infanteriegevechtsvoertuig versie. Veel van de werkzaamheden aan het voertuig werden in België uitgevoerd. De voertuigen zijn in de jaren 1980 geleverd.
Vanwege de Russische invasie van Oekraïne in 2022 heeft Nederland 196 voertuigen aan Oekraïne geschonken.

## Uitvoeringen
Van de YPR bestaan verschillende uitvoeringen:

### YPR-765

#### PRI
De Pantser Rups Infanterie-uitvoering is de meest voorkomende uitvoering. Deze uitvoering biedt plaats aan 1 chauffeur, 1 schutter, 1 commandant en zeven infanteristen. De bewapening bestaat uit een 25mm-Oerlikon snelvuurkanon met een coaxiaal FN MAG 7,62mm machinegeweer.
De toren was computergestuurd en draaide op een Z80 microprocessor.

#### PRI/PRCO-B
De Pantser Rups Infanterie/ Pantser Rups COmmando-uitvoering 'B' is uiterlijk identiek aan de YPR-765 PRI. De bewapening bestaat eveneens uit een 25mm-Oerlikon snelvuurkanon met een coaxiaal FN MAG 7,62mm machinegeweer. Anders dan het groepsvoertuig PRI beschikt de PRCO-B voor de pelotonscommandant over een extra radio en bevestigingsklemmen voor de M47 Dragon antitankwapen.

#### PRCO-C
De Pantser Rups COmmando-uitvoering 'C' heeft als bewapening een zware Browning M2 .50 mitrailleur. De bemanning bestaat uit 1 chauffeur, 1 commandant en 1 schutter en maximaal zes overige militairen. Deze uitvoering wordt gebruikt door commandanten die de PRCO gebruiken als basis voor hun snel verplaatsbare commandopost. Er zijn diverse sub-uitvoeringen:
- YPR-765 PRCO-C1 – Commandovoertuig voor de compagnies en bataljons commandant. Dit type wordt gebruikt als snel verplaatsbare commandopost. Achterin vindt men 4 individuele zitplaatsen rond een kantelbare tafel.
- YPR-765 PRCO-C2 – Vuurregelcentrum (VRC) voertuig voor de 120 mm Brandt Rayé mortier pelotons in de PaOstCie van de PaInfBats.
- YPR-765 PRCO-C3 – Commandovoertuig voor pantsergenie pelotons.[3]
- YPR-765 PRCO-C4 – Commandovoertuig voor pantserluchtdoelartillerie pelotons. Uitgerust met een aan de achterkant van het voertuig te monteren tent en een demonteerbare hoge antennemast die een eind van het voertuig opgezet of tegen het voertuig gemonteerd kan worden. Achter in het voertuig zijn twee radio's geplaatst, en een zitbankje aan een kantelbare werktafel. Tegen de rechterzijwand staat een groot prikbord voor stafkaarten. Naast de chauffeur en de boordschutter/radiotelegrafist wordt het voertuig bemand door de pelotonscommandant of een van diens plaatsvervangers. Het voertuig is voorzien van een dieselverwarming (Webasto) en beschikt over een aanbouwtent waarvan de buizen van het frame aan de rechterbuitenzijde van het voertuig meegevoerd werden. Een neerklapbare hoge mast voor een antenne was aan de linkerzijde bevestigd. Deze mast kan ook vrij opgesteld worden op enige afstand van het voertuig.
- YPR-765 PRCO-C5 – Voertuig voor de voorwaartse waarnemersgroepen van artillerie en mortier eenheden.

#### PRAT
De Pantser Rups Anti Tank-uitvoering is een tankjager. Ze is uitgerust met een M27 toren met daarin twee lanceerinstallaties voor TOW antitankraketten. Ook beschikt het voertuig over een FN MAG machinegeweer. In het voertuig is plaats voor nog tien TOW-raketten. De lanceerinstallatie moet handmatig van onder pantser geladen worden. De M27 toren is dezelfde als die op de Amerikaanse M901 ITV (Improved TOW Vehicle) "Hammerhead". Boven in de toren bevindt zich de richtapparatuur voor zowel overdag als 's nachts (AN/TAS-4(a)). Ook het raketbesturinssysteem bevindt zich in de toren. De bemanning bestaat uit vier personen: commandant, chauffeur, schutter en lader. In het voertuig bevindt zich een losse driepoot affuit, waarmee een TOW buiten het voertuig kan worden opgesteld. Verder zijn er ophangbeugels voor twee M136 AT4 draagbare antitankraketten.

#### PRBDR
De Pantser Rups Battle Damage Repair-uitvoering is aangepast als voertuig voor diagnose en kleine reparaties bij uitval of storingen. Er is een speciale gereedschapsset ingebouwd.

#### PRMR
De Pantser Rups MoRtier-uitvoering is aangepast om als trekker van de 120mm Brandt Rayé mortier te fungeren. Naast de chauffeur en boordschutter is er plaats voor een mortiergroep van vier man. Aan boord bevindt zich de munitie voor de mortier.

#### PRRDR
De Pantser Rups RaDaR kon uitgerust worden met een ZB-298 gevechtsveldbewakingsradar die op de linker zijkant van het voertuig geplaatst wordt. De bemanning bestond uit een chauffeur, commandant en twee radarbedienaars die tevens optraden als boordschutter. De radar kon ook met een driepoot buiten het voertuig worden opgesteld, waarbij de randapparatuur desgewenst binnen bleef. Drie PRRDR’s waren ingedeeld bij ieder verkenningspelotons van de infanteriebataljons. De PRRDR heeft als bewapening een zware Browning M2 .50 mitrailleur.

#### PRGWT
De Pantser Rups GeWonden Transport-uitvoering is grotendeels gelijk aan de PRCO-uitvoering, maar heeft binnenin plaats voor een aantal brancards met gewonden. De PRGWT-uitvoering is conform de Eerste conventie van Genève voorzien van het Rode Kruis-teken en heeft dus geen bewapening. Het voertuig is voorzien van een dieselverwarming (Webasto).

#### PRVR
De Pantser Rups VRacht-uitvoering is grotendeels gelijk aan de PRCO-uitvoering, echter heeft binnenin geen inrichting maar plaats voor vracht. Deze uitvoering wordt gebruikt voor het bevoorraden van troepen in de voorste linies. De PRV heeft als bewapening een zware Browning M2 .50 mitrailleur. Bemanning bestaat uit een chauffeur en een voertuigcommandant.

#### PRGN
De Pantser Rups GeNie-uitvoering  is het groepsvoertuig van een pantsergeniegroep en heeft als bewapening een zware Browning M2 .50 mitrailleur en heeft bovenop een groot rek waarop diverse genie-uitrustingsstukken en explosieven kunnen worden meegenomen.

#### KMar

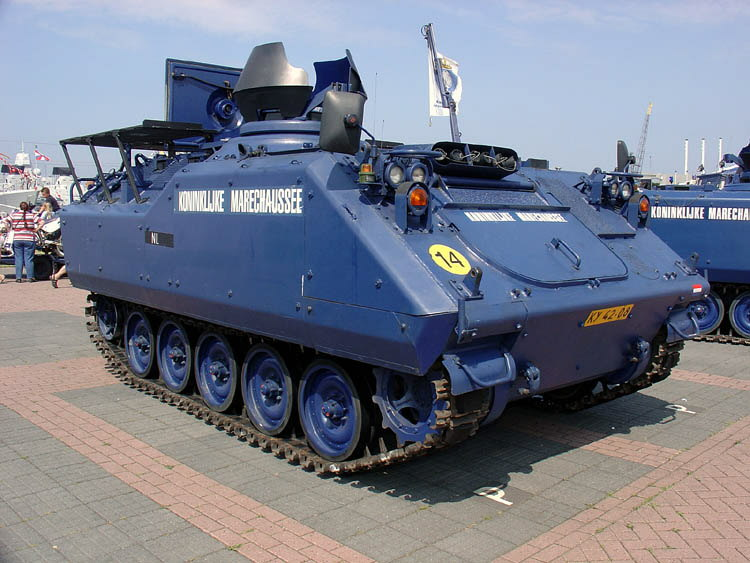
KMar YPR-765 pantservoertuig

Koninklijke Marechaussee-uitvoering is grotendeels gelijk aan de PRCO-uitvoering. De KMar-uitvoering is echter blauw geschilderd en mist de "boeggolfkeerplaat" die bij de andere uitvoeringen wordt gebruikt bij amfibisch gebruik. Wel beschikten enige KMar YPR's over een dozerblad voor het opruimen van versperringen (b.v. bij rellen). De YPR is met een dozerblad of ram niet meer amfibisch. Het voertuig kan worden voorzien van een 7,62mm mitrailleur. Er bestaat ook een speciale versie voor het bestormen van gekaapte vliegtuigen: de YPR-765 AAV (Aircraft Assault Vehicle)

### YPR-806

#### PRB
De Pantser Rups Bergings-uitvoering is een op veel punten afwijkende uitvoering die wordt gebruikt voor het bergen van niet meer inzetbare voertuigen tijdens het gevecht. De PRB-uitvoering beschikt onder andere over een uitgebreide gereedschapsuitrusting en een lier.

## Vervanging
In de loop der jaren is de Koninklijke Landmacht verschillende malen gereorganiseerd. De hierbij overtollig geworden YPR's zijn hierop ten dele verkocht aan Egypte (1030) en in 2010 werd met Jordanië een contract gesloten over de verkoop van 441 pantserrupsvoertuigen van het type YPR-765 en YPR-806. In mei 2022 besloot de Nederlandse regering om de laatste 196 nog in depot opgeslagen YPR-765's aan Oekraïne te schenken.
De YPR's bij de landmacht zijn inmiddels (behoudens de PRBDR-versie) allemaal vervangen door modernere voertuigen. Voor de gevechtstaken is de CV90 van de Zweedse fabrikant Hägglunds aangekocht, die vanaf 2007 is ingestroomd en inmiddels zelf alweer een moderniseringsslag doormaakt. Voor alle overige taken is de Boxer MRAV, een grote pantserwagen, aangeschaft en geleverd.